# 이시후
이시후(1992년 12월 6일~)는 대한민국의 배우이자 모델이다. 지난날의 예명은 나윤찬이었다.

## 출연작

### 연기 활동

#### 영화
| 연도 | 제목       | 역할        | 비고 |
| ---- | ---------- | ----------- | ---- |
| 2013 | 스토커     | 배주완      |      |
| 2017 | 걱정말아요 | 곽현준      |      |
| 2020 | 범털       | 신입 은준희 |      |
| 2021 | 전야       | 황만호      |      |

#### 드라마
- 2007년 SBS 대하사극 《왕과 나》 ... 내시 황 내관 역
- 2011년 MBC 수목 미니시리즈 《최고의 사랑》 ... 어린 구자철[1] 역
- 2013년 SBS 드라마스페셜 《너의 목소리가 들려》 ... 나시후 역
- 2014년 KBS2 금요드라마 《하이스쿨 러브온》 ... 고천식 역
- 2014년 tvN 월화드라마 《라이어 게임》 ... 최성준 역
- 2015년 SBS 주말드라마 《떴다! 패밀리》 ... 어린 최종태[2] 역
- 2018년 KBS2 TV소설 《파도야 파도야》[3] ... 오정우 역
- 2018년 JTBC 금토드라마 《제3의 매력》 ... 주란의 맞선남 나윤찬 역(특별출연)
- 2018년 KBS Story 수목드라마 《시간이 멈추는 그때》 ... 최인섭 역
- 2019년 KBS2 저녁 일일드라마 《왼손잡이 아내》[4] ... 봉선달 역
- 2023년 MBC 금토드라마 《조선변호사》 ... 최윤 역
- 2025년 ENA 월화드라마 《살롱 드 홈즈》 ... 원석 역

### 이외 단발적 연기 활동

#### CF 광고
- 2007년 《허쉬 키세스》
- 2011년 《아모레 퍼시픽 이니스프리》
- 2016년 《네이버 BAND》